# Constantine (provins)

Constantines provins i Algeriet

Constantine (arabiska ولاية قسنطينة) är en provins (wilaya) i nordöstra Algeriet. Provinsen har 943 112 invånare (2008). Constantine är huvudort.

## Administrativ indelning
Provinsen är indelad i 6 distrikt (daïras) och 12 kommuner (baladiyahs).